# Fórmula de Lorentz
Fórmula de Lorentz foi um estudo de um filósofo matemático que criou-a para calcular o peso ideal de uma pessoa, em quilogramas, em função de sua altura, expressa em centímetros.
{\displaystyle P=(h-100)-{h-150 \over K}} 
Na fórmula, P representa "peso ideal", h representa altura.
Para homens, {\displaystyle K=4} e para mulheres {\displaystyle K=2}

## Cálculo
Por exemplo, um homem que mede 1,80m de altura (transforma-se em centímetros):
{\displaystyle P=(180-100)-{180-150 \over 4}}
{\displaystyle P=80-{30 \over 4}}
{\displaystyle P=80-7,5}
{\displaystyle P=72,5kg}
Uma mulher que mede 1,45m de altura (transforma-se em centímetros) :
{\displaystyle P=(145-100)-{145-150 \over 2}}
{\displaystyle P=45-{-5 \over 2}}
{\displaystyle P=45-(-2,5)}
{\displaystyle P=45+2,5}
{\displaystyle P=47,5kg}